# セルゲイ・ボンダルチュク
セルゲイ・フョードロヴィチ・ボンダルチュク（ロシア語：Сергей Фёдорович Бондарчук スィルギェーイ・フョーダラヴィチュ・バンダルチューク、セルヒーイ・フェードロヴィチ・ボンダルチューク、ウクライナ語：Сергій Федорович Бондарчук セルヒーイ・フェードロヴィチュ・ボンダルチューク、1920年9月25日 - 1994年10月20日）は、ソビエト連邦（ソ連）・ウクライナ・ロシアの俳優、映画監督、脚本家である。

## 経歴
ウクライナ・ソヴィエト戦争末期の1920年秋、ウクライナのヘルソン県（現在のヘルソン州）ビロゼールカ（ベロズョールカ）居住区で生まれた。当時ウクライナはロシア内戦・ウクライナ内戦の真っ只中で、一家は戦乱の収まったロシアへ移住した。南ロシアのエーイスクやタガンロークで少年時代を過ごした。
その後演劇の道を志し、1937年にタガンローク劇場で初舞台を踏んだ。1938年にはタガンロークの学校を卒業し、1942年までロストーフ・ナ・ドヌー演劇学院で学んだ。その後、時代は熾烈な独ソ戦に突入した。
戦後、1948年には全連邦国立映画大学 (VGIK) を卒業した。同年には映画デビューを果たし、ウクライナにおける独ソ戦を描いたセルゲイ・ゲラシモフ監督の『青年親衛隊』(«Молодая гвардия») に出演した。1951年に出演した『タラス・シェフチェンコ』(«Тарас Шевченко») はヨシフ・スターリンからも高い評価を受け、翌1952年、32歳にしてソ連人民芸術家の称号を受けた。これは、同称号の保有者としては最年少の記録となった。
1956年にはウィリアム・シェイクスピア原作の『オセロ』のソ連での映画化で主人公のオセロ役で出演。ボンダルチュクは出演だけで監督はしていないが、作品自体はカンヌ国際映画祭で監督賞を受賞した。
1959年には初の監督作となる『人間の運命』(«Судьба человека») が公開された。作品は高い評価を受け、ボンダルチュクはレーニン賞を受けた。
1960年には国際キャストが揃ったロベルト・ロッセリーニ監督のイタリア映画『ローマで夜だった』に出演。
レフ・トルストイの長編小説『戦争と平和』の映画化では、監督を務めるとともに、自ら主人公のピエール・ベズーホフ伯爵役で出演した。1966年（昭和41年）6月19日、同作第一部の日本公開のためナターシャ役のリュドミラ・サベーリエワ、アンドレイ役のヴャチェスラフ・チーホノフ、ボンダルチュクの妻でエレン役のイリーナ・スコブツェワらとともに日本を訪問。翌日の6月20日には、東京プリンスホテルで記者会見を行った。1967年に全編が完成し、ソ連のみならず西側諸国でも幅広く公開され、アカデミー賞外国語映画賞も授与されるなど高い評価を受けた。
1970年には、ソ連とイタリアの合作となる歴史大作映画『ワーテルロー』の監督を務めた。同年、ソビエト連邦共産党に入党。1975年には『祖国のために』を監督・脚本を担当した。第28回カンヌ国際映画祭のコンペティション部門で上映された。第49回アカデミー賞の外国語映画賞にはソ連代表として出品されたが、ノミネートには至らなかった。1982年に『世界を揺るがした10日間』を下敷きに『赤い鐘（Red Bells）』を制作（副題に『世界を世界を揺るがした10日間』とつけている）。ボンダルチュクの最後の作品は英語作品のテレビシリーズで、ミハイル・ショーロホフの大河小説『静かなドン』。1992-1993年に撮影されたが、イタリアの制作スタジオの間で内容について論争が起こり、結果、撮影テープは使用されないよう銀行に保管された。死後の2006年に再発見され、ロシアのチャンネル1で放映された。
死後は、功労者のみが入ることのできるモスクワのノヴォデヴィチ墓地へ葬られた。

## 家族
生涯で2度結婚している。1949年に結婚した最初の妻、イーンナ・マカーロヴァは映画女優である。彼女との間に生まれた娘、ナタリヤ（1950年生）は後に女優・映画監督となり、映画『惑星ソラリス』（1972年）などに出演している。イーンナとは1956年に離婚。
1959年に結婚した2番目の妻イリーナ・スコブツェワも映画女優であり、彼女とは生涯添い遂げた。イリーナとの間には男女1子ずつがあり、娘イェレーナ（1962年 - 2009年）は女優となった。息子フョードル（1967年生）は俳優および映画・ミュージック・ビデオ監督となり、ソ連によるアフガン侵攻の敗北の局面を描いた映画『9 rota』（第9中隊）の監督を務めている。

## フィルモグラフィー

### 出演作品
- 1948年 - Молодая гвардия
- 1950年 - Кавалер золотой звезды
- 1951年 - Тарас Шевченко
- 1953年 - Адмирал Ушаков
- 1953年 - Корабли штурмуют бастионы
- 1955年 - Неоконченная повесть
- 1955年 - Отелло
- 1955年 - Попрыгунья
- 1956年 - Othello（『オセロ』）
- 1958年 - Шли солдаты
- 1959年 - Судьба человека（『人間の運命』）
- 1960年 - Серёжа
- 1960年 - Era notte a Roma（『ローマで夜だった』）
- 1966年 - 1967年 - Война и мир（『戦争と平和』第一部 / 完結篇）
- 1969年 - Золотые ворота
- 1969年 - Битва на Неретве（『ネレトバの戦い』）
- 1970年 - Дядя Ваня（『ワーニャ伯父さん』）
- 1974年 - Такие высокие горы
- 1974年 - Молчание доктора Ивенса
- 1975年 - Выбор цели — Курчатов
- 1975年 - Они сражались за Родину（『祖国のために』）
- 1977年 - Пошехонская старина
- 1978年 - Степь
- 1978年 - Бархатный сезон
- 1978年 - Отец Сергий
- 1979年 - Взлёт
- 1979年 - Профессия
- 1980年 - Овод
- 1986年 - Борис Годунов
- 1988年 - Случай в аэропорту
- 1990年 - Битва трёх королей
- 1992年 - Гроза над Русью

### 監督作品
- 1959年 - Судьба человека（『人間の運命』）
- 1968年 - Война и мир
- 1970年 - Ватерлоо（『ワーテルロー』）
- 1975年 - Они сражались за Родину（『祖国のために』）
- 1978年 - Степь
- 1982年 - Красные колокола. Фильм 1. Мексика в огне
- 1986年 - Борис Годунов
- 1992年 - Тихий Дон

### 脚本作品
- 1968年 - Война и мир
- 1970年 - Ватерлоо（『ワーテルロー』）
- 1975年 - Они сражались за Родину（『祖国のために』）
- 1978年 - Степь
- 1982年 - Красные колокола. Фильм 1. Мексика в огне
- 1986年 - Борис Годунов